# Lei disse sì
Lei disse sì è un film del 2014 diretto da Maria Pecchioli.
Ha vinto i premi Audience Award - Biografia Italia e Biografilm Italia Award all'edizione 2014 del Biografilm Festival.

## Trama
Lorenza e Ingrid convivono da sette anni e vorrebbero sposarsi, ma in Italia non è permesso. Decidono così di convolare a nozze in Svezia, patria di Ingrid, il 21 giugno 2013. Il progetto è stato finanziato nel 2013 con una campagna di crowdfunding (fonte: https://www.produzionidalbasso.com/pdb_2164.html)